# Sălașu de Sus
Sălașu de Sus è un comune della Romania di 2 494 abitanti, ubicato nel distretto di Hunedoara, nella regione storica della Transilvania.
Il comune è formato dall'unione di 11 villaggi: Coroiești, Mălăiești, Nucșoara, Ohaba de sub Piatră, Paroș, Peștera, Râu Alb, Râu Mic, Sălașu de Jos, Sălașu de Sus, Zăvoi.